# إليانور دكورث
إليانور دكورث (بالإنجليزية: Eleanor Duckworth)‏ هي عالمة نفس أمريكية، ولدت في 1935 في مونتريال في كندا.